# Ozeanmodell
Das Ozeanmodell (in aller Regel ein Ocean General Circulation Modell OGCM) wird in der Klimatologie benutzt, um die Ozeanzirkulation in einem Klimamodell dreidimensional darzustellen. Da eine ausschließliche Betrachtung des Atmosphärensystems nicht in der Lage ist, alle Klimaphänomene hinreichend zu erklären, wird zunehmend versucht, Atmosphärenmodelle (Atmospheric Global Circulation Model, AGCM) mit einem OGCM zu koppeln. Die dreidimensionale Betrachtungsweise bedeutet in diesem Fall sowohl die Einbeziehung der horizontalen Meeresströmungen als auch der vertikalen Wasserbewegungen.
Die Schwierigkeit bei einem OGCM liegt darin, dass die genauen Vorgänge der Ozeanzirkulation noch nicht zufriedenstellend erforscht sind. Besonders die Tiefseeströmungen, die zum Teil sehr langsam zirkulieren, werden erst seit wenigen Jahrzehnten und nur punktuell erforscht. Während Oberflächenströmungen (die recht gut erforscht sind) eine durchschnittliche Geschwindigkeit von ca. 0,5 – 1 km/h besitzen, ist die Geschwindigkeit der ozeanischen Tiefseeströmungen deutlich geringer. So beträgt die Zykluszeit (die Zeit, die ein Wasserteilchen braucht, um das gesamte System zu durchlaufen) zwischen 1000 und 10000 Jahre. Durch die messtechnisch wenig untersuchten Tiefseeströmungen ist es sehr schwierig, die Berechnungen der Ozeanmodelle zu verifizieren. Doch auch in diesem Bereich werden in den letzten Jahren enorme Fortschritte gemacht.
Die anfänglichen Ozeanmodelle waren sogenannte „Mix ocean Layer-Modelle“. Dabei handelt es sich um Modelle, die lediglich die obersten 50 m (die Durchmischungsschicht) berechnet haben. Die Abläufe in den unteren Ozeanschichten wurden hier parametrisiert.
Die wichtigsten physikalischen Größen, die in einem Ozeanmodell simuliert werden, sind die Temperatur (T) und der Salzgehalt (Salinität, S). Aus der Temperatur und Salinität ergibt sich die Dichte einer Wasserparzelle, welche entscheidet, ob die Wassermasse absinkt oder aufsteigt. Dieser Prozess ist relevant für die globale Meereszirkulation (thermohaline Zirkulation).
Moderne Ozeanmodelle beinhalten meist auch biogeochemische Prozesse wie die Produktion und der Zerfall von organischem Material (im Wesentlichen Plankton) und die damit zusammenhängenden Stoffkreisläufe wie zum Beispiel die von Kohlenstoff (C), Sauerstoff (O) oder Phosphor (P). Wird ein Ozeanmodell mit einem Atmosphärenmodell gekoppelt, findet ein Gasaustausch an der Ozeanoberfläche statt. Der Austausch von Kohlendioxid (CO2) und Sauerstoff (O2) zwischen Atmosphäre und Ozean hat einen wesentlichen Einfluss auf das globale Klimasystem. So wird ungefähr ein Viertel des von Menschen durch Verbrennung von fossilen Energieträgern ausgestoßenen CO2 vom Ozean aufgenommen, was den CO2 Anstieg in der Atmosphäre reduziert, jedoch auch zu einer Veränderung der chemischen Zusammensetzung des Meerwassers führt (Versauerung). Diese Prozesse können heute gut mit globalen Klimamodellen simuliert werden.